# No Age
No Age es un dúo estadounidense de noise rock y punk formado en 2005 en Los Ángeles, California por el guitarrista Randy Randall y el baterista y vocalista Dean Allen Spunt. De 2008 a 2013, lanzaron sus primeros tres álbumes de estudio bajo el sello Sub Pop Records. El cuarto álbum de la banda, Snares Like a Haircut, fue lanzado por Drag City en enero del 2018 y su quinto álbum, Goons Be Gone, fue publicado en junio de 2020.

## Historia

### Formación y primeros años
No Age se formó en diciembre de 2005 a partir de la banda anterior de los miembros, Wives, donde Randall tocaba la guitarra y Spunt el bajo y cantaba. Realizaron su primera presentación el 22 de enero de 2006 en la galería New Image Art, comisariado por el artista Rich Jacobs. Su segundo show fue en The Smell en abril de 2006. "The Smell es donde pudimos experimentar. Excedió los límites de cualquier idea que tuviéramos sobre la música y el arte, y teníamos una comunidad para probar estas nuevas ideas", dijo Randall en una entrevista en 2008. La banda grabó cinco singles de vinilo y EP, y los lanzaron en sellos diferentes el mismo día, el 26 de marzo de 2007. Las grabaciones se recopilaron y lanzaron como parte del álbum Weirdo Rippers, lanzado el 11 de junio de 2007 a través de FatCat Records. La portada muestra la pared trasera exterior de The Smell y fue elaborada por Amanda Vietta, una artista y amiga de la banda. No Age realizó giras constantes e interpretó en lugares poco tradicionales, como a orillas del río Los Ángeles. Ese mismo año se publicó un artículo en The New Yorker sobre la banda titulado "Let It Rip".

### Sub PopyNouns
Animados por las críticas positivas en la prensa, No Age firmó con el sello independiente Sub Pop, con sede en Seattle. El 25 de enero de 2008, No Age comenzó una gira de un mes y 23 fechas con la banda de Nueva York, Liars. Liars y No Age también lanzaron un sencillo conjunto de 7 pulgadas limitado a 1200 copias para coincidir con la gira. El 6 de mayo de 2008, No Age lanzó su disco debut para Sub Pop, Nouns. No Age apareció en un episodio de VBS "Practice Space", mostrando su espacio de práctica en Bushwick, Nueva York, que estaba dentro de una carpintería. En mayo de 2008, la revista británica Mojo nombró a No Age como uno de los diez mejores nuevos actos, junto a Bon Iver y sus compañeros de sello Fleet Foxes. Randall y Spunt, junto con Roettinger, fueron nominados a un Grammy por su diseño y empaque del CD Nouns, que venía con un libro de arte de 64 páginas y fotografías.
El video musical de la canción "Eraser" de No Age, dirigida por Andy Bruntel, debutó el 27 de junio de 2008. El video comienza con la canción instrumental "Impossible Bouquet" de Nouns. Un video musical de No Age para la canción "Goat Hurt" se incluye en un DVD titulado New Video Works publicado por el sello de Spunt, Post Present Medium. La canción está en el EP Dead Plane, así como en el EP de edición limitada disponible en el festival Fuck Yeah! celebrado en Los Ángeles el 30 de agosto de 2008. El video fue dirigido por Jennifer Clavin de la banda Mika Miko. El 6 de octubre de 2009 el grupo lanzó el EP de 4 canciones Losing Feeling en Sub Pop. El lanzamiento tuvo un zine complementario llamado "Losing Feeling" elaborado por la banda y Brian Roettinger, disponible en las librerías de arte Ooga Booga en Los Ángeles y Printed Matter, Inc. en Nueva York.

### Everything in Betweenal presente
El 1 de abril de 2010, No Age realizó una presentació en vivo en el REDCAT de Los Ángeles para la película Aanteni dirigida por Todd Cole para los diseñadores de moda Rodarte. La película incluye música original de No Age. El 24 de junio de 2010, No Age anunció su segundo álbum de estudio, Everything in Between, junto con la lista de canciones. El 28 de julio, estrenaron el primer sencillo del álbum, "Glitter", en una entrevista de la BBC 6 Music con Steve Lamacq. El 10 de agosto, se lanzó la portada del álbum y se anunciaron planes para lanzar dos sencillos de "Glitter", junto con sus portadas. Los sencillos fueron lanzados el 24 de agosto y Everything In Between el 28 de septiembre de 2010, recibiendo críticas favorables.
Del 16 al 20 de junio de 2011, No Age acompañó al videoartista Doug Aitken y a la actriz Chloë Sevigny a Atenas y la isla de Hidra para realizar la instalación multimedia "Black Mirror". Con el apoyo de la Fundación Deste y el Festival Griego, las actuaciones tuvieron lugar en una barcaza griega en el puerto del El Pireo en Atenas el 16 y 17 de junio y frente a la isla de Hydra el 19 de junio. En septiembre de 2011, No Age elaboró un zine llamado "Reality Problems" encargado por la tienda de ropa y libros de arte de Los Ángeles Ooga Booga para su mostrador en la Feria del Libro de Arte de Nueva York. El 12 de noviembre de 2011, No Age hizo una banda sonora y una pieza de instalación para California Song del artista Hedi Slimane en el MOCA Pacific Design Center.
En febrero de 2012, No Age lanzó "Collage Culture" en Post Present Medium, una banda sonora de lecturas de extractos del libro Collage Culture escrito por Aaron Rose, Mandy Kahn y diseñado por Brian Roettinger. El registro está dividido en dos canales, un lado tiene lecturas de ambos ensayos en el libro y el otro es música de No Age escrita específicamente para el lanzamiento. No Age lanzó An Object el 19 de agosto de 2013 en Sub Pop. El 26 de enero de 2018, lanzaron su cuarto álbum en Drag City, titulado Snares Like a Haircut. El 24 de febrero de 2020, lanzaron el sencillo, "Turned to String" y anunciaron su quinto álbum de estudio, Goons Be Gone, que se lanzó el 5 de junio de 2020. Del mismo álbum lanzaron los singles "Feeler", "War Dance" y "Head Sport Full Face" antes del lanzamiento del álbum completo.

## Discografía

### Álbumes de estudio
- Nouns CD/12" (Sub Pop, 2008)
- Everything in Between CD/12" (Sub Pop, 2010)
- An Object CD/12" (Sub Pop, 2013)
- Snares Like a Haircut (Drag City, 2018)
- Goons Be Gone (Drag City, 2020)

### Álbumes de compilación
- Weirdo Rippers CD/12" (FatCat, 2007)

### EPs
- DVD-R No. 1 (2006)
- Get Hurt 12" (Upset The Rhythm, 2007)
- Dead Plane 12" (Teenage Teardrops, 2007)
- Sick People Are Safe 12" (Deleted Art, 2007)
- Flannel Graduate CD-r (with Zach Hill) (2008)
- Goat Hurt 10" (2008)
- Losing Feeling 12" (Sub Pop, 2009)
- Collage Culture 12" (PPM, 2012)
- "Barely Mixed, No Master" CD-r (2015)

### Singles
- "Neck Escaper 7" (Youth Attack, 2007)
- PPM 7" (Post Present Medium, 2007)
- Liars / No Age split 7" (Post Present Medium/Hand Held Heart, 2008)
- "Eraser" (Sub Pop, 2008)
- "Teen Creeps" (Sub Pop, 2008)
- "Glitter" 7"/12" (Sub Pop, 2010)
- "Fever Dreaming" (Sub Pop, 2010)
- Bored Fortress split 7" with Infinite Body (Not Not Fun, 2010)
- "C'mon, Stimmung" (Sub Pop, 2013)
- "Separation b/w Serf To Serf" 7" (Self Released, 2016)
- "Turned to String" (Drag City, 2020)
- "Feeler" (Drag City, 2020)
- "War Dance" (Drag City, 2020)
- "Head Sport Full Face" (Drag City, 2020)